# Heraclia medeba
Heraclia medeba is een vlinder uit de familie uilen (Noctuidae). De wetenschappelijke naam van deze soort is voor het eerst geldig gepubliceerd in 1880 door Druce.
De soort komt voor in tropisch Afrika.